# Tiro con l'arco ai XIV Giochi paralimpici estivi
Il tiro con l'arco ai XIV Giochi paralimpici estivi di Londra si è svolto dal 30 agosto al 5 settembre 2012 al Royal Artillery Barracks. Hanno gareggiato 29 nazioni, con 139 partecipanti, per un totale di 9 eventi.
Agli atleti è stata data una classificazione a seconda del tipo e la portata della loro disabilità. Il sistema di classificazione consente agli atleti di competere contro altri con un analogo livello di funzione.
Le classificazioni sono le seguenti:
- W1: arcieri tetraplegici, o disabilità analoga, in carrozzina
- W2: arcieri paraplegici, o disabilità analoga, in carrozzina
- In piedi: arcieri in piedi o tiratori da sedia

## Nazioni partecipanti
- Azerbaigian (1)
- Canada (5)
- Cina (7)
- Corea del Sud (9)
- Finlandia (5)
- Francia (5)
- Germania (4)
- Giappone (3)
- Gran Bretagna (13)
- Grecia (1)
- Iran (6)
- Italia (10)
- Malaysia (3)
- Messico (1)
- Mongolia (2)
- Norvegia (1)
- Paesi Bassi (1)
- Polonia (5)
- Rep. Ceca (8)
- Russia (8)
- Slovacchia (4)
- Spagna (2)
- Stati Uniti (7)
- Svezia (2)
- Svizzera (2)
- Taipei cinese (3)
- Thailandia (2)
- Turchia (11)
- Ucraina (7)

## Medagliere
| Posizione | Paese         | Oro | Argento | Bronzo | Totale |
| --------- | ------------- | --- | ------- | ------ | ------ |
| 1         | Russia        | 2   | 1       | 2      | 5      |
| 2         | Corea del Sud | 1   | 2       | 0      | 3      |
| 3         | Cina          | 1   | 1       | 2      | 4      |
| 4         | Gran Bretagna | 1   | 1       | 0      | 2      |
| 4         | Italia        | 1   | 1       | 0      | 2      |
| 4         | Stati Uniti   | 1   | 1       | 0      | 2      |
| 7         | Iran          | 1   | 0       | 1      | 2      |
| 8         | Finlandia     | 1   | 0       | 0      | 1      |
| 9         | Rep. Ceca     | 0   | 1       | 0      | 1      |
| 9         | Malaysia      | 0   | 1       | 0      | 1      |
| 11        | Canada        | 0   | 0       | 1      | 1      |
| 11        | Polonia       | 0   | 0       | 1      | 1      |
| 11        | Taipei cinese | 0   | 0       | 1      | 1      |
| 11        | Turchia       | 0   | 0       | 1      | 1      |
| Totale    | Totale        | 9   | 9       | 9      | 27     |

## Podi

### Gare maschili
| Evento                       | Oro                                               | Argento                                               | Bronzo                                   |
| ---------------------------- | ------------------------------------------------- | ----------------------------------------------------- | ---------------------------------------- |
| Individuale compound         | Jere Forsberg                                     | Matt Stutzman                                         | Doğan Hancı                              |
| Individuale W1 compound      | Jeff Fabry                                        | David Drahonínský                                     | Norbert Murphy                           |
| Individuale ricurvo in piedi | Timur Tuchinov                                    | Oleg Shestakov                                        | Mikhail Oyun                             |
| Individuale ricurvo W1/W2    | Oscar De Pellegrin                                | Hasihin Sanawi                                        | Tseng Lung-Hui                           |
| A squadre ricurvo            | Russia Mikhail Oyun Oleg Shestakov Timur Tuchinov | Corea del Sud Jung Young Joo Kim Suk Ho Lee Myeong-Gu | Cina Cheng Changjie Dong Zhi Li Zongshan |

### Gare femminili
| Evento                       | Oro                                                 | Argento                                   | Bronzo                                                  |
| ---------------------------- | --------------------------------------------------- | ----------------------------------------- | ------------------------------------------------------- |
| Individuale compound         | Danielle Brown                                      | Mel Clarke                                | Stepanida Artakhinova                                   |
| Individuale ricurvo in piedi | Yan Huilian                                         | Lee Hwa-sook                              | Milena Olszewska                                        |
| Individuale ricurvo W1/W2    | Zahra Nemati                                        | Elisabetta Mijno                          | Jinzhi Li                                               |
| A squadre ricurvo            | Corea del Sud Kim Ran-sook Ko Hee-sook Lee Hwa-sook | Cina Gao Fangxia Xiao Yanhong Yan Huilian | Iran Zahra Javanmard Zahra Nemati Razieh Shir Mohammadi |